# Villing
Villing est une commune française située dans le département de la Moselle et le bassin de vie de la Moselle-Est, en région Grand Est.

## Géographie
Le village de Villing se situe directement à la frontière entre la France et l'Allemagne, et plus particulièrement entre la Lorraine et la Sarre. Les localités sarroises les plus proches sont Ittersdorf et Felsberg.

### Écarts et lieux-dits
- Trois-Maisons
- Gaweistroff
- Bedem.

### Communes limitrophes
| Vœlfling-lès-Bouzonville | Heining-lès-Bouzonville        |                         |
| Château-Rouge            | Villing                        | Vaudrevange (Allemagne) |
| Tromborn                 | Rémering, Berviller-en-Moselle |                         |

### Hydrographie

#### Réseau hydrographique
La commune est située dans le bassin versant du Rhin au sein du bassin Rhin-Meuse. Elle est drainée par le ruisseau le Trinckbach et le ruisseau le Dorbach.

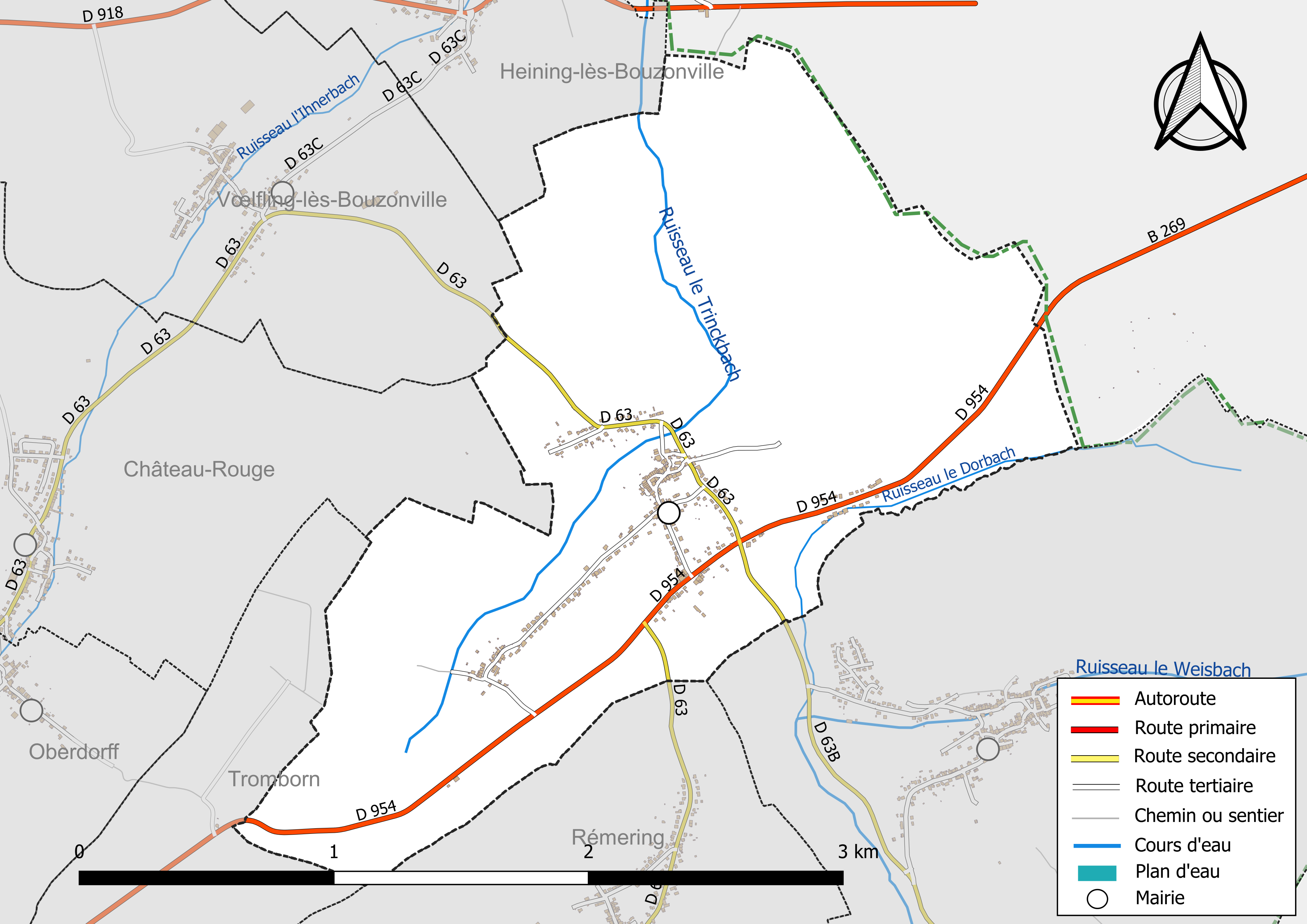
Réseaux hydrographique et routier de Villing.

#### Gestion et qualité des eaux
Le territoire communal est couvert par le schéma d'aménagement et de gestion des eaux (SAGE) « Bassin Houiller ». Ce document de planification, dont le territoire est approximativement délimité par un triangle formé par les villes de Creutzwald, Faulquemont et Forbach, d'une superficie de 576 km2, a été approuvé le 27 octobre 2017. La structure porteuse de l'élaboration et de la mise en œuvre est la région Grand Est. Il définit sur son territoire les objectifs généraux d’utilisation, de mise en valeur et de protection quantitative et qualitative des ressources en eau superficielle et souterraine, en respect des objectifs de qualité définis dans le SDAGE  du Bassin Rhin-Meuse.

### Climat
Pour des articles plus généraux, voir Climat du Grand Est et Climat de la Moselle.
En 2010, le climat de la commune est de type climat des marges montargnardes, selon une étude du Centre national de la recherche scientifique s'appuyant sur une série de données couvrant la période 1971-2000. En 2020, Météo-France publie une typologie des climats de la France métropolitaine dans laquelle la commune est exposée à un climat semi-continental et est dans la région climatique  Lorraine, plateau de Langres, Morvan, caractérisée par un hiver rude (1,5 °C), des vents modérés et des brouillards fréquents en automne et hiver. 
Pour la période 1971-2000, la température annuelle moyenne est de 9,7 °C, avec une amplitude thermique annuelle de 17,2 °C. Le cumul annuel moyen de précipitations est de 790 mm, avec 11,7 jours de précipitations en janvier et 9,5 jours en juillet. Pour la période 1991-2020, la température moyenne annuelle observée sur la station météorologique de Météo-France la plus proche, « Seingbouse », sur la commune de Seingbouse à 24 km à vol d'oiseau, est de 10,5 °C et le cumul annuel moyen de précipitations est de 731,4 mm. 
La température maximale relevée sur cette station est de 37,9 °C, atteinte le 25 juillet 2019 ; la température minimale est de −17 °C, atteinte le 20 décembre 2009,,. 
Les paramètres climatiques de la commune ont été estimés pour le milieu du siècle (2041-2070) selon différents scénarios d'émission de gaz à effet de serre à partir des nouvelles projections climatiques de référence DRIAS-2020. Ils sont consultables sur un site dédié publié par Météo-France en novembre 2022.

## Urbanisme

### Typologie
Au 1er janvier 2024, Villing est catégorisée commune rurale à habitat dispersé, selon la nouvelle grille communale de densité à sept niveaux définie par l'Insee en 2022.
Elle est située hors unité urbaine et hors attraction des villes,.

### Occupation des sols
L'occupation des sols de la commune, telle qu'elle ressort de la base de données européenne d’occupation biophysique des sols Corine Land Cover (CLC), est marquée par l'importance des territoires agricoles (84,4 % en 2018), en diminution par rapport à 1990 (88,8 %). La répartition détaillée en 2018 est la suivante : 
terres arables (84,4 %), zones urbanisées (9,6 %), forêts (6,1 %). L'évolution de l’occupation des sols de la commune et de ses infrastructures peut être observée sur les différentes représentations cartographiques du territoire : la carte de Cassini (XVIIIe siècle), la carte d'état-major (1820-1866) et les cartes ou photos aériennes de l'IGN pour la période actuelle (1950 à aujourd'hui).

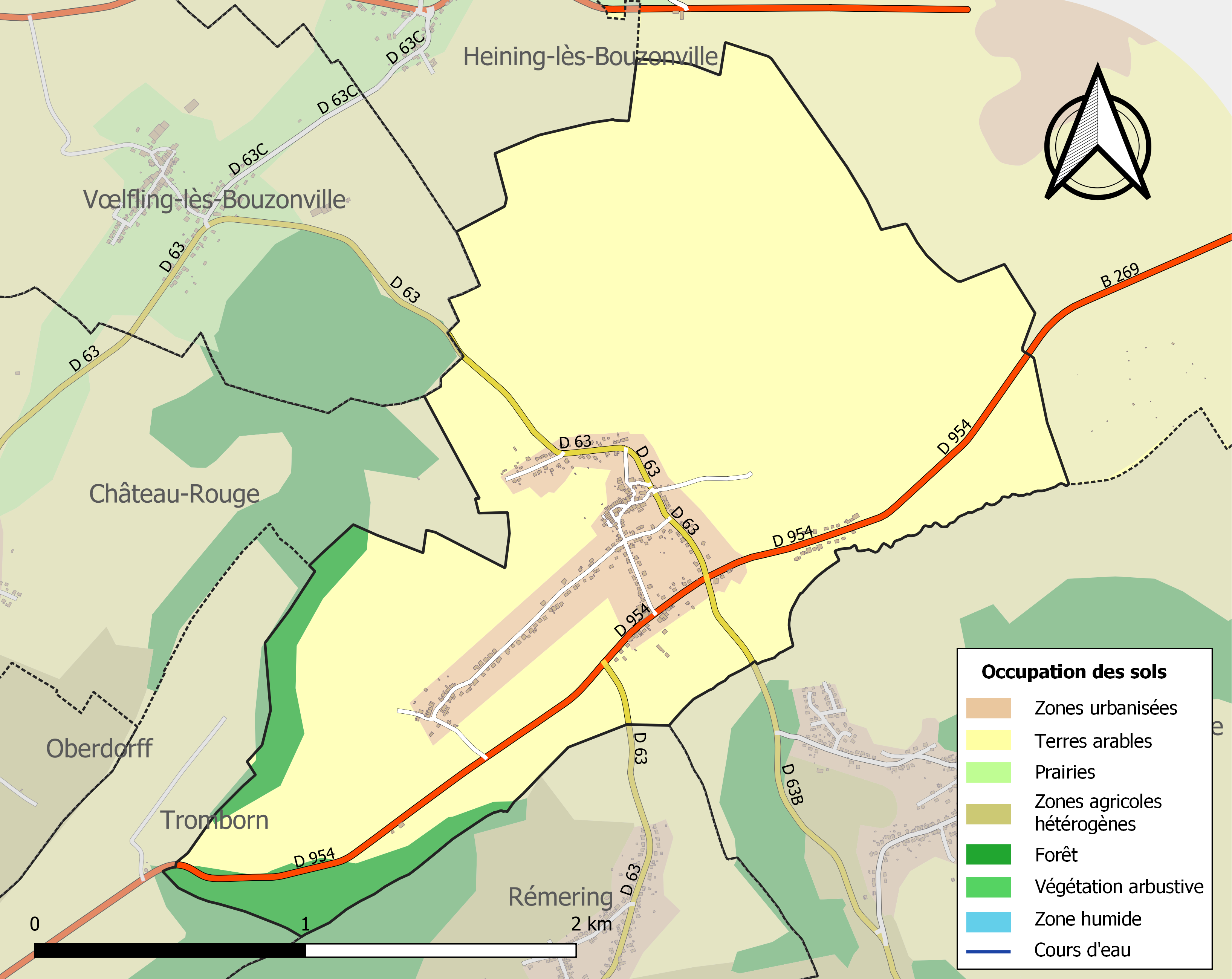
Carte des infrastructures et de l'occupation des sols de la commune en 2018 (CLC).

## Toponymie
- Villing : d'un nom de personne germanique Willo, suivi du suffixe -ing ou -ingen.
- Vilengis ou Vilingen (1137), Villinga ou Villingen (1214), Willingen (1214), Villanges ou Willanges (1248), Willinga (1310), Wellinga ou Welling (1544), Wallingen (1544), Willinga (1544), Willingen & Wullfingen (1594), Vullingen (1606), Villing (1779), Willingen (1871 et 1940). Wéllingen en francique lorrain.
- Trois-Maisons : Dri Hiser en francique lorrain.
- Gaweistroff : Wiesdorff (1547), Gawaistroff ou Westroff (1756), Gaweistroff ci-devant Weistroff (1779), Gaweistroff (1869), Gauweisdorf (1871 et 1940). Gaweischtroff en francique lorrain.
- Bedem : viendrait du bas latin Betta, ou du germanique Bede.

## Histoire
- Dépendait de l'ancienne province de Lorraine.
- Incorporé à la Prusse en 1815, revint à la France en 1829.
- Fut rattachée à Rémering durant les periodes 1811-1815 et 1827-1830. Puis devint une annexe de Merten entre 1974 et 1981.

## Politique et administration

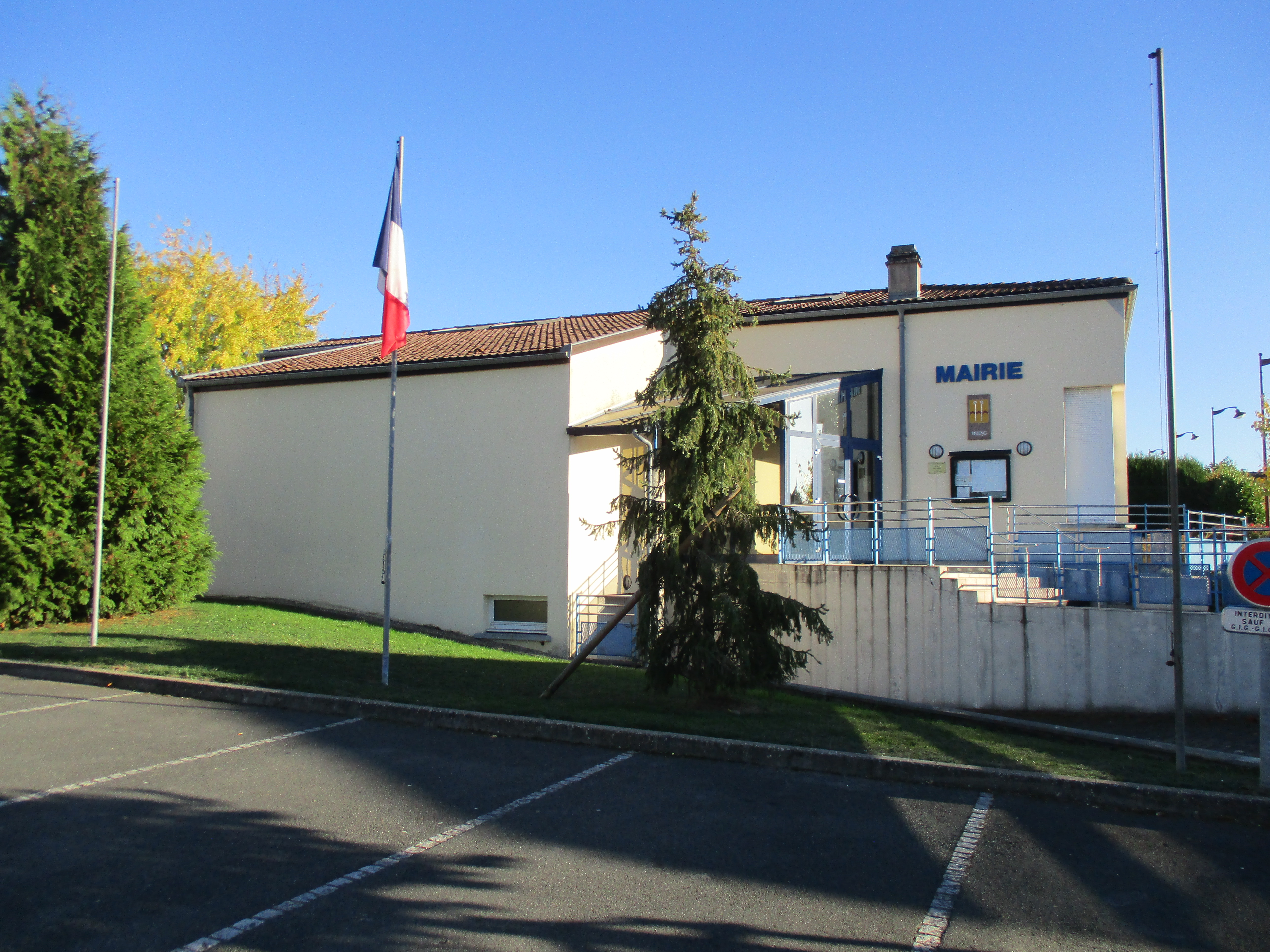
Mairie de Villing.

| Période                                  | Période       | Identité               | Étiquette | Qualité                                                            |
| ---------------------------------------- | ------------- | ---------------------- | --------- | ------------------------------------------------------------------ |
| 1639                                     |               | Stoffell Willinger     |           |                                                                    |
| 1696                                     |               | Jean Fiacre            |           |                                                                    |
| 1700                                     |               | Jacobes Karm           |           |                                                                    |
| 1792 au plus tard                        | 1792 au moins | Antoine Lumen          |           |                                                                    |
| An VII au plus tard                      | An VIII       | Nicolas Koch           |           | Agent                                                              |
| An VIII                                  | An XIII       | Nicolas Koch           |           |                                                                    |
| An XIII                                  | 1812          | Nicolas Gillo          |           |                                                                    |
| 1812                                     | 1812          | Philippe Linden        |           |                                                                    |
| 1812                                     | 1812          | Jean-Baptiste Schwartz |           | Adjoint faisant office de maire durant la suspension de ce dernier |
| 1816                                     | 1820 ou plus  | Nicolas Lumen          |           |                                                                    |
| 1830                                     | 1830          | Jean Verschneider      |           | Administrateur provisoire                                          |
| 1830                                     | 1843          | Simon Koch             |           |                                                                    |
| 1844                                     | 1848          | Jean Altmayer          |           |                                                                    |
| 1848                                     | 1849          | Jean Reimeringer       |           |                                                                    |
| 1849                                     | 1852          | Martin Schutz          |           |                                                                    |
| 1852                                     | 1862          | Jean Reimeringer       |           |                                                                    |
| 1862                                     | 1867          | Nicolas Pluntz         |           |                                                                    |
| 1867                                     | 1868          | Jean Grasmick          |           |                                                                    |
| 1868                                     | 1871          | Jean-Nicolas Theobald  |           |                                                                    |
| 1871                                     |               | Pierre Kintzler        |           |                                                                    |
| 1981                                     | 1995          | Jean-Paul Bauer        |           |                                                                    |
| mars 1995                                | mars 2014     | Gaston Schramm         |           |                                                                    |
| mars 2014                                | mai 2020      | Patrice Sumann         |           |                                                                    |
| mai 2020                                 | En cours      | Jean-Jacques Schramm   |           |                                                                    |
| Les données manquantes sont à compléter. |               |                        |           |                                                                    |

## Démographie
L'évolution du nombre d'habitants est connue à travers les recensements de la population effectués dans la commune depuis 1800. Pour les communes de moins de 10 000 habitants, une enquête de recensement portant sur toute la population est réalisée tous les cinq ans, les populations de référence des années intermédiaires étant quant à elles estimées par interpolation ou extrapolation. Pour la commune, le premier recensement exhaustif entrant dans le cadre du nouveau dispositif a été réalisé en 2004.

En 2022, la commune comptait 514 habitants, en évolution de +4,05 % par rapport à 2016 (Moselle : +0,52 %, France hors Mayotte : +2,11 %).
| 1800 | 1806 | 1836 | 1841 | 1861 | 1866 | 1871 | 1875 | 1880 |
| ---- | ---- | ---- | ---- | ---- | ---- | ---- | ---- | ---- |
| 186  | 234  | 433  | 408  | 407  | 395  | 348  | 334  | 327  |

| 1885 | 1890 | 1895 | 1900 | 1905 | 1910 | 1921 | 1926 | 1931 |
| ---- | ---- | ---- | ---- | ---- | ---- | ---- | ---- | ---- |
| 323  | 293  | 288  | 300  | 275  | 248  | 254  | 270  | 290  |

| 1936 | 1946 | 1954 | 1962 | 1968 | 1982 | 1990 | 1999 | 2004 |
| ---- | ---- | ---- | ---- | ---- | ---- | ---- | ---- | ---- |
| 299  | 275  | 291  | 344  | 332  | 358  | 432  | 442  | 459  |

| 2006 | 2009 | 2014 | 2019 | 2022 | - | - | - | - |
| ---- | ---- | ---- | ---- | ---- | - | - | - | - |
| 466  | 482  | 489  | 495  | 514  | - | - | - | - |

## Culture locale et patrimoine

### Lieux et monuments
- Église Saint-Clément du XIXe siècle.

## Héraldique
| Blason de Villing | Blason  | D'or à la fasce vivrée de gueules, et deux crosses d'argent adossées brochant. |
| Blason de Villing | Détails | Le statut officiel du blason reste à déterminer.                               |

## Pour approfondir